# Digitoxină
Digitoxina este o glicozidă cardiotonică. Este un fitosteroid asemănător ca structură chimică și efecte cu digoxina, dar spre deosebire de aceasta se elimină la nivel hepatic, putând fi folosită la pacienții cu patologii renale. Deși au fost realizate unele studii pentru digoxină care au arătat efectele sale asupra insuficienței cardiace, situația pentru digitoxină nu este la fel de bună.